# Katrin Dörre-Heinig
Katrin Dörre-Heinig (née le 6 octobre 1961 à Leipzig) est une athlète allemande spécialiste du marathon. Sa fille Katharina Heinig est également marathonienne et a notamment remporté l'édition 2011 du marathon de Cologne.

## Carrière

### Palmarès
| Date                                  | Compétition                           | Lieu                                  | Résultat                              | Performance                           |
| Représentante de l'Allemagne de l'Est | Représentante de l'Allemagne de l'Est | Représentante de l'Allemagne de l'Est | Représentante de l'Allemagne de l'Est | Représentante de l'Allemagne de l'Est |
| ------------------------------------- | ------------------------------------- | ------------------------------------- | ------------------------------------- | ------------------------------------- |
| 1984                                  | Marathon d'Osaka                      | Osaka                                 | 1re                                   | 2 h 31 min 41 s                       |
| 1984                                  | Marathon de Tokyo                     | Tokyo                                 | 1re                                   | 2 h 33 min 23 s                       |
| 1985                                  | Marathon de Tokyo                     | Tokyo                                 | 1re                                   | 2 h 34 min 21 s                       |
| 1986                                  | Marathon de Nagoya                    | Nagoya                                | 1re                                   | 2 h 29 min 33 s                       |
| 1986                                  | Championnats d'Europe                 | Stuttgart                             | —                                     | Abandon                               |
| 1987                                  | Marathon de Tokyo                     | Tokyo                                 | 1re                                   | 2 h 25 min 24 s                       |
| 1988                                  | Jeux olympiques d'été                 | Séoul                                 | 3e                                    | 2 h 26 min 21 s                       |
| Représentante de l'Allemagne          |                                       |                                       |                                       |                                       |
| 1991                                  | Marathon d'Osaka                      | Osaka                                 | 1re                                   | 2 h 27 min 43 s                       |
| 1991                                  | Championnats du monde                 | Tokyo                                 | 3e                                    | 2 h 30 min 10 s                       |
| 1992                                  | Marathon de Londres                   | Londres                               | 1re                                   | 2 h 29 min 39 s                       |
| 1992                                  | Jeux olympiques d'été                 | Barcelone                             | 5e                                    | 2 h 26 min 48 s                       |
| 1993                                  | Marathon de Londres                   | Londres                               | 1re                                   | 2 h 27 min 09 s                       |
| 1993                                  | Championnats du monde                 | Stuttgart                             | 6e                                    | 2 h 35 min 20 s                       |
| 1994                                  | Marathon de Londres                   | Londres                               | 1re                                   | 2 h 29 min 39 s                       |
| 1994                                  | Marathon de Berlin                    | Berlin                                | 1re                                   | 2 h 25 min 15 s                       |
| 1995                                  | Marathon de Francfort                 | Francfort                             | 1re                                   | 2 h 31 min 31 s                       |
| 1996                                  | Marathon d'Osaka                      | Osaka                                 | 1re                                   | 2 h 26 min 04 s                       |
| 1996                                  | Jeux olympiques d'été                 | Atlanta                               | 4e                                    | 2 h 28 min 45 s                       |
| 1996                                  | Marathon de Francfort                 | Francfort                             | 1re                                   | 2 h 28 min 33 s                       |
| 1997                                  | Marathon d'Osaka                      | Osaka                                 | 1re                                   | 2 h 25 min 57 s                       |
| 1997                                  | Marathon de Francfort                 | Francfort                             | 1re                                   | 2 h 26 min 48 s                       |
| 1998                                  | Marathon de Hambourg                  | Hambourg                              | 1re                                   | 2 h 25 min 21 s                       |
| 1999                                  | Marathon de Hambourg                  | Hambourg                              | 1re                                   | 2 h 24 min 35 s                       |
| 2000                                  | Marathon de Hambourg                  | Hambourg                              | 2e                                    | 2 h min 33 s 10                       |

### Records
| Épreuve       | Performance     | Lieu         | Date              |
| ------------- | --------------- | ------------ | ----------------- |
| 10 000 mètres | 33 min 00 s 0   | Leipzig      | 30 avril 1985     |
| Heure         | 17 709 m        | Leipzig      | 7 juillet 1988    |
| Semi-marathon | 1 h 09 min 15 s | Grevenmacher | 27 septembre 1998 |
| Marathon      | 2 h 24 min 35 s | Hambourg     | 25 avril 1999     |